# ۲۷۰ (عدد)
۲۷۰ (عدد)یک عدد طبیعی است که بعد از ۲۶۹ و قبل از ۲۷۱ قرار دارد.